# Little Big Town
Little Big Town es un grupo vocal de música country estadounidense. Fundado en 1998, el grupo ha comprendido los mismos cuatro miembros desde su creación: Karen Fairchild, Kimberly Schlapman, Jimi Westbrook, y Phillip Sweet. El estilo musical de El cuarteto se basa principalmente en cuatro armonías vocales, con los cuatro miembros alternando como cantantes principales, una fórmula similar a The Mamas & the Papas y Peter, Paul and Mary.

## Discografía
Álbumes
- 2002: Little Big Town
- 2005: The Road to Here
- 2007: A Place to Land
- 2010: The Reason Why
- 2012: Tornado
- 2014: Pain Killer
- 2017: The Breaker
- 2020: Nightfall
- 2022: Mr. Sun

## Giras
Headline
- The Reason Why Tour (2011)
- Tornado Tour con David Nail y Kacey Musgraves (2013)
- Pain Killer Tour con Brett Eldredge y Brothers Osborne (2014-15)

Teloneros
- Still Alive in 06 con Keith Urban (2006)
- CMT On Tour: Change for Change Tour con Sugarland y Jake Owen (2007)
- George Strait 2008 Arena Tour con George Strait (2008)
- The Waking Up Laughing Tour con Martina McBride (2007-08)
- Carnival Ride Tour con Carrie Underwood (2008)
- A Place To Land Tour con Zac Brown Band and Ashton Shepherd
- The Incredible Machine Tour 2010 con Sugarland y Randy Montana (2010)
- The Incredible Machine Tour 2011 con Sugarland, Matt Nathanson y Casey James (2011)
- Revolution Continues Tour con Miranda Lambert (2011)
- Changed Tour  con Rascal Flatts, Eli Young Band y Edens Edge (2012)
- Light the Fuse Tour con Keith Urban & Dustin Lynch (2013)